# Eclissi solare del 15 agosto 2091
L'Eclissi solare del 15 agosto 2091, di tipo totale, è un evento astronomico che avrà luogo il suddetto giorno con centralità attorno alle ore 00:34 UTC.
L'eclissi avrà un'ampiezza massima di 236 chilometri e una durata di 1 minuto e 38 secondi. L'eclissi sarà visibile in Australia, Antartide e Nuova Zelanda, la totalità sarà visibile in Antartide nell'Artico.

## Eclissi correlate

### Eclissi solari 2091 - 2094
Questa eclissi è un membro di una serie semestrale. Un'eclissi in una serie semestrale di eclissi solari si ripete approssimativamente ogni 177 giorni e 4 ore (un semestre) in nodi alternati dell'orbita della Luna.

### Ciclo di Saros 127
L'evento fa parte del ciclo di Saros 127, che si ripete ogni 18 anni, 11 giorni, contenente 82 eventi. La serie iniziò con un'eclissi solare parziale il 10 ottobre 991 d.C. Comprende eclissi totali dal 14 maggio 1352 al 15 agosto 2091. Non ci sono eclissi anulari in questa serie. La serie termina al membro 82 con un'eclissi parziale il 21 marzo 2452. La durata più lunga della totalità è stata di 5 minuti e 40 secondi il 30 agosto 1532. Tutte le eclissi di questa serie si verificano nel nodo ascendente della Luna.